# Medisch-sociale Dienst Heroïne Gebruikers
De Belangenvereniging Druggebruikers MDHG (MDHG, oorspronkelijk Medisch-sociale Dienst Heroïne Gebruikers) is een Nederlandse belangenvereniging voor drugsgebruikers, opgericht in 1977 in Amsterdam ten tijde van de zogenaamde ‘heroïne-epidemie’.

## Werkzaamheden en doelstellingen
Waar drugsproblematiek in deze tijd doorgaans aangepakt werd met repressie en verplicht afkicken, koos de MDHG voor een derde weg. Deze was gefocust op de belangen van de gebruikers zelf: de mens moest centraal komen te staan en hulpverlening moest voor iedereen toegankelijk zijn, afgekickt of niet. In 1986 veranderde de vereniging haar naam in Belangenvereniging Druggebruikers MDHG.
Door de jaren heen heeft de MDHG zijn bijdrage gehad in de ontwikkeling van het Nederlandse ‘harm reduction’-beleid. Zo heeft de MDHG in 1984 het eerste spuitenruilprogramma van Nederland opgezet om de verspreiding van Hepatitis B tegen te gaan. Tevens heeft de MDHG actief meegedacht en geholpen in de begintijden van de Amsterdamse methadonverstrekking. Hierbij maakte de MDHG zich hard voor versoepeling van de strikte regels en voorwaarden voor gebruikers om de verstrekking heen. Daarnaast werkte zij samen met andere organisaties om te voorkomen dat er een grote zwarte markt voor methadon zou ontstaan, wat een veelgenoemd bezwaar tegen de verstrekking was. De MDHG stond aan de basis van de medische heroïneverstrekking, die na jarenlange lobby in 1998 door de Medische Suppletie Unit (MSU) van de GGD Amsterdam van start is gegaan.
Anno 2024 kent de MDHG drie doelstellingen: individuele belangenbehartiging, collectieve belangenbehartiging en drugs uit het strafrecht. Sinds 1980 geeft de MDHG het tijdschrift Spuit 11 uit. Dit blad verschijnt twee keer per jaar in een oplage van 5.000 exemplaren en de inhoud varieert van stukken voor en door gebruikers tot kritische stukken die actuele maatschappelijke problemen aankaarten. De MDHG organiseert sinds 2015 wethoudersoverleggen waarin dak- en thuislozen in gesprek kunnen met Amsterdamse wethouders. Daarnaast organiseert de MDHG ook jaarlijks de Amsterdamse editie van de International Drug Users Remembrance Day, een dag waarop de mensen herdacht worden die overleden zijn aan drugs- of drankgebruik, of als gevolg van de bestrijding daarvan. Ten slotte zetelt de MDHG ook in een aantal overleggen met hulp-aanbieders, waarin het opkomt voor de belangen van gebruikers.
Voor de ondersteuning van dak- en thuislozen heeft de MDHG in 2019, samen met de Daklozenvakbond en Bureau Straatjurist, het initiatief genomen tot de oprichting van de Straatalliantie. Dit samenwerkingsverbond is inmiddels uitgegroeid tot een zelfstandige stichting die zich bekwaamt in de onafhankelijke cliëntenondersteuning en belangenbehartiging van dak- en thuislozen in Amsterdam.

## Structuur
De MDHG is een vereniging, waarbij de algemene ledenvergadering het hoogste orgaan vormt. Het daarin gekozen bestuur stelt een directeur aan (tot in de jaren ‘90 coördinator genoemd). Enkele prominente directeuren/coördinatoren waren August de Loor en Marli Huijer. Sinds 2011 wordt functie vervuld door Dennis Lahey.